# 1676
Cette page concerne l'année 1676  du calendrier grégorien.
L'année 1676 est une année bissextile qui commence un mercredi.

## Événements

### Amérique
- 26 mars, guerre du Roi Philip : une compagnie de 65 colons anglais et de vingt Indiens alliés dirigée par le capitaine Michael Pierce est décimée dans une embuscade sur les rives de la Blackstone River, près de l'actuel Central Falls, par le chef Narragansett Canonchet. Trois jours plus tard les Narragansett attaquent et incendient Providence[1].

- 21 avril : combat de Sudbury, raid victorieux des Indiens contre les colons anglais dans la guerre du Roi Philip[2].

- 4 mai : les Hollandais de l’amiral Binckes prennent Cayenne[3].
- Juin : Début de la révolte de Nathaniel Bacon en Virginie[4].

- 12 août : la mort du chef des Indiens Wampanoag, Metacom (dit le roi Philip), met fin à la guerre sur la rive sud de la baie du Massachusetts. Les Anglais, victorieux, ont perdu six cents hommes et trois mille Indiens sont massacrés[5]. La défaite des Indiens en Nouvelle-Angleterre donne aux colons européens le contrôle de la côte nord-américaine.
- 16 novembre : création de l'archevêché de Bahia au Brésil[6].
- 17-21 décembre : l’amiral D'Estrée reprend Cayenne aux Hollandais[3].

### Asie
- 29 mars : intronisation du Gurû du Sikhisme Gobind Singh[7].
- 15 mai : arrivée à Pékin de l'ambassadeur russe Nicolas Spatar Milescu. Il ouvre de nouvelles négociations avec la Chine par l’intermédiaire du jésuite de Pékin Ferdinand Verbiest[8].
- 3 novembre : mort de Fazıl Ahmet Köprülü[9]. Kara Mustafa, devient grand vizir de l'Empire ottoman (fin en 1689).

- Chine : le khan des Tchakhars révolté contre les Mandchous Burni est battu et tué. Le Fujian et la région de Canton révoltés sont soumis (fin en 1677)[10].
- Galdan devient le chef des Dzoungars (fin en 1697)[10].

- Dernière devchirmé dans l'empire ottoman : 3 000 enfants non musulmans sont prélevés pour servir dans le corps des janissaires[11].

### Europe
- 8 janvier : bataille d'Alicudi. Le Français Abraham Duquesne est vainqueur de l’amiral hollandais De Ruyter près des îles Lipari[12].
- 8 février (29 janvier du calendrier julien) : mort d’Alexis Ier de Russie[13]. Il se pose le problème de la succession : il a eu deux fils de Maria Miloslavskaïa (Fédor et Ivan) et un fils de Natalia Narychkina, Pierre. Deux clans se forment, l’un dominé par Sophia Alexeievna, sœur aîné de Fédor et d’Ivan, et celui des Narychkine conduit par la tsarine Nathalie. Le zemski sobor proclame tsar Fédor III ce qui entraîne l’éloignement des Narychkine (fin de règne en 1682). Le pouvoir appartient d’abord à Artamon Matvéiev jusqu’à son exil en Sibérie en juillet, puis au clan de Maria Miloslavskaïa, mère du tsar, morte en 1669[14].

- 22 avril : Abraham Duquesne est vainqueur à la bataille d'Agosta, au nord de Syracuse où De Ruyter est blessé mortellement[12].
- 26 avril : prise de la ville de Condé par le roi de France après huit jours de siège[12].
- 11 mai : Les troupes françaises prennent Bouchain[12].

- 25 – 26 mai : victoire dano-néerlandaise sur la flotte suédoise à la bataille navale de Jasmund[15].

- 2 juin : le duc de Vivonne est vainqueur dans le golfe de Palerme[12]. Les soldats français occupent Messine et une partie des côtes siciliennes.

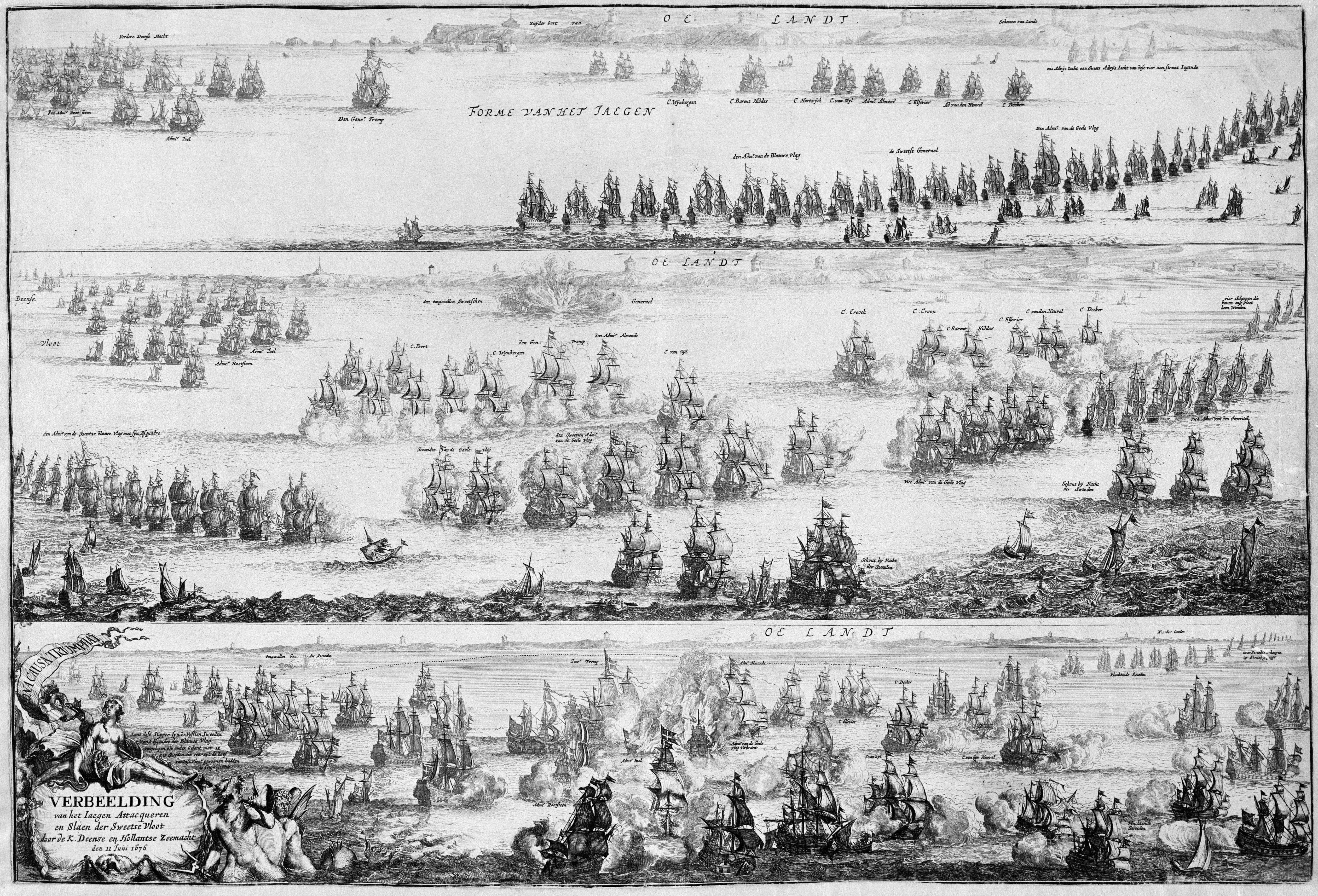
11 juin : bataille d'Öland.

- 11 juin (1er juin du calendrier julien) : victoire décisive des Provinces-Unies et du Danemark sur la Suède à la bataille navale d'Öland[16].
- 29 juin : les Danois envahissent Helsingborg[17]. Début de la Guerre de Scanie entre la Suède et le Danemark (1676-1679). La Suède ne sera sauvée que par son allié français Louis XIV.
- Juin : début des pourparlers de paix de Nimègue entre les plénipotentiaires français et ceux des États généraux[18].

- 6 juillet – 27 août : le siège de Maastricht par le prince d'Orange est un échec à la suite de l'intrépide défense du général de Calvo[12].
- 8 juillet : mort de François Rákóczi[19]. Le comte Imre Thököly (1657-1705) prend la tête de l'insurrection hongroise avec l'appui de la France. Il constitue une armée de kurutz (du latin cruciatus, croisé), nobles protestants révoltés contre les Habsbourg, de soldats des confins limogés et de paysans. Il organise une principauté en Slovaquie orientale et remporte une série de victoires sur les forces de l'empereur Léopold Ier.

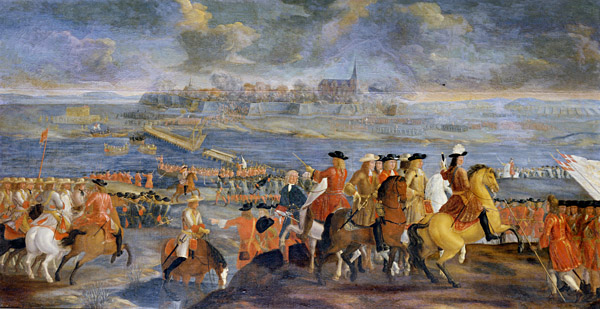
15 août : prise de Kristianstad par les Danois dans la guerre de Scanie.

- 17 août : victoire écrasante des Suédois sur les Danois à la bataille de Halmstad[20].

- 19 septembre, Ukraine : Pierre Dorochenko, hetman des cosaques de la rive droite du Dniepr assiégé dans sa capitale Tchyhyryne abdique et se soumet à la Russie[21], ce qui provoque l'intervention des Ottomans, qui désignent Youri Khmelnitski comme hetman[22].
- 21 septembre : début du pontificat d'Innocent XI (fin en 1689)[23].

- 25 septembre – 14 octobre : victoire de Jean Sobieski sur les Turcs à Jouravno (Żurawno) en Ukraine[24].
- 16 octobre : Jean Sobieski impose la restitution d'une partie de l'Ukraine à la Pologne au traité de Jouravno. La Turquie conserve la Podolie[24].
- 4 décembre : les Suédois battent les Danois à la bataille de Lund[17].
- 14 décembre : Léopold Ier épouse Eléonore de Palatinat-Neubourg[25].

## Naissances en 1676
- 19 janvier : John Weldon, compositeur anglais († 7 mai 1736).

- 2 février : Francesco Maria Raineri, peintre baroque italien († 1758).

- 5 juin : Marco Ricci, graveur et peintre italien de vedute († 21 janvier 1730).

- 19 décembre : Louis-Nicolas Clérambault, compositeur, organiste et claveciniste français († 26 octobre 1749).

- Date précise inconnue :
  - Pierre-Jacques Cazes, peintre français († 25 juin 1754).
  - Antonio Pittaluga, peintre baroque italien de l'école génoise († 1716).
  - Sybilla Righton Masters, inventrice américaine († 1720).
  - Josephus Guilelmus Soussé, maître de chant néerlandais, actif dans plusieurs églises d'Anvers († 1752).
  - Teresa Chicaba, religieuse dominicaine affranchie.

## Décès en 1676
- 14 janvier : Pier Francesco Cavalli, compositeur et organiste italien, maître de chapelle à Saint-Marc, auteur de 45 opéras (° 14 février 1602).
- 20 janvier : Bertrand de Compaigne, chroniqueur et faussaire français.

- 14 février : Abraham Bosse, graveur français (° 1604).

- 16 mars : Henri du Plessis-Guénégaud, ancien Secrétaire d'État de la Maison du Roi (° vers 1609).

- 9 avril : Jacob Jansz. Coeman, peintre hollandais (° vers 1632).
- 19 avril : Jean Dubois le Vieux, peintre français (° 23 février 1604).
- 29 avril : Michiel de Ruyter, amiral néerlandais (° 24 mars 1607).

- 11 juin :
  - Lorentz Creutz, amiral suédois (° 1615).
  - Claes Uggla, amiral suédois (° 1614).

- 25 juillet : François Hédelin, abbé d'Aubignac, dramaturge français (° 4 août 1604).
- 26 juillet : Orsola Maddalena Caccia, peintre baroque italienne spécialisée dans la peinture de thèmes religieux, de retables et de natures mortes (° 1596).

- 17 août : Grimmelshausen, romancier allemand (° 22 juin 1622).

- 9 septembre : Paul Chomedey de Maisonneuve fondateur de Montréal (° 15 février 1612).
- 30 septembre : Sabbataï Tsevi, inspirateur de la secte turque des Sabbatéens ou Dönme (° 1er août 1626).

- 13 octobre : Juan de Arellano, peintre espagnol (° 3 août 1614).
- 28 octobre : Jean Desmarets de Saint-Sorlin, écrivain français (° 1595).

- 14 novembre : Jacques Courtois, frère jésuite et peintre français (° 1621).

- Date précise inconnue :
- Johan le Ducq, peintre, dessinateur et graveur à l'eau-forte, également marchand d'objets d'art et soldat néerlandais (° vers 1629).